# Paul Hatschek
Paul Hatschek (* 11. März 1888 Troppau; † 15. Mai 1944 in Brandenburg-Görden) war ein tschechisch-deutscher promovierter Ingenieur für Optik und Filmtechnik und Erfinder. Hatschek war Widerstandskämpfer gegen den Nationalsozialismus.

## Leben
1926 meldete er einen Projektionsapparat in Kanada zum Patent an. 1928 folgte das amerikanische Patent „Optical projection apparatus“.
Seit 1931 veröffentlichte er in Deutschland Fachschriften, die besonders die Technik des Tonfilms betrafen.
1934 wurde er erstmals im Berliner Adressbuch erwähnt. Seit 1935 wohnte er in einer kleinen Wohnung in der Holsteinischen Straße 21 in Berlin-Wilmersdorf. Die Olympischen Spiele 1936 verfolgte er offenbar noch ohne regimekritische Gedanken. Später schloss er sich der 1939 von Robert Havemann und Georg Groscurth gegründeten Widerstandsgruppe Europäische Union an und versuchte, Informationen an die Sowjetunion weiterzuleiten.
Der Historiker Bernd Florath schreibt: „Der tschechoslowakische Staatsbürger Hatschek war Ingenieur für Optik und Filmtechnik. Seine Untersuchungen und Erfindungen befassten sich vor allem mit der Tonfilmtechnik. Er arbeitete u. a. mit Manfred von Ardenne und Hugh John Gramatzki, einem Korrespondenten Albert Einsteins, zusammen und veröffentlichte eine Reihe von Büchern, die auch nach seiner Ermordung wieder aufgelegt und übersetzt wurden. In Prag hatte er 1937 der Sowjetunion einige Erfindungen angeboten und wurde daraufhin als Kontaktmann für die GRU geworben. In Berlin arbeitete Hatschek für die Tobis-Filmgesellschaft als Patentingenieur. Er stand in Verbindung mit der Uhrig-Gruppe und wurde im Frühjahr 1942 deshalb kurzzeitig festgenommen, aber rasch wieder freigelassen.“
Im September 1943 wurde er zusammen mit seiner Ehefrau Elli Hatschek, geb. Lotz, (* 2. Juli 1901 Wetzlar) erneut festgenommen. Der Volksgerichtshof verurteilte ihn am 27. März 1944 gemeinsam mit seiner Tochter, der Sekretärin Krista Lavíčková, geb. Hatschek (* 15. Dezember 1917), zum Tod. Hatschek wurde am 15. Mai 1944 im Zuchthaus Brandenburg hingerichtet. Am 4. November 1944 verurteilte der Volksgerichtshof auch Elli Hatschek wegen ihrer Verbindungen zur Europäischen Union und „Wehrkraftzersetzung“ zum Tod. Das Urteil ist von Dr. Erich Schlemann unterzeichnet. Sie wurde am 8. Dezember 1944 in Plötzensee hingerichtet, ihre Tochter am 11. Dezember.

## Veröffentlichungen
- Grundlagen des Tonfilms. Halle, [1931], 5. Aufl. Halle 1942, 9.–11.  Aufl. Halle, 1950
- Die Rhytmographie. In: Filmtechnik/Filmkunst, 7/7 (7. Februar 1931), 6–8.
- Was muß jeder vom Tonfilm wissen? Leipzig 1933
- mit Rolf Wigand: Niederfrequenzverstärker: Planung, Berechnung und Bau von Niederfrequenzverstärkern und Verstärkeranlagen. Berlin 1933
- Die Photozelle im Dienst der Tonfilmwiedergabe. Halle 1933, 2.–4. Aufl. 1948
- Darf der Radiohändler Lautsprecher für Tonfilmzwecke verkaufen? In: Elektroton und Schallplatte. Beilage für Kraftverstärker, Nadel- und Lichttonwiedergabe, (=Beilage von Der Radio-Händler), Nr. 1, 1935, S. 77f.
- Die Wunder der Zeitdehnung und Zeitraffung. In: Die Filmwelt, 30. August 1936
- Fortschritte der Funktechnik und ihrer Grenzgebiete. In: Manfred von Ardenne, W. Fehr u. a. (Bearb. und Hrsg.): Handbuch der Funktechnik und ihrer Grenzgebiete. Bd. 4 [= Erg. Bd. 1]. Stuttgart 1936
- Optik des Unsichtbaren. Eine Einführung in die Welt der Elektronen-Optik. Stuttgart 1937
- mit Rolf Wigand: Niederfrequenz-Verstärker und Uebertragungsanlagen. 2. Auflage, Berlin 1938
- Neue physikalische Erkenntnisse im Dienst der Magie. In: Das neue Universum. 60. Band, Jahrgang 1939
- Radiotechnique. Les principes acoustiques et électriques et leurs applications. Rédigée en collaboration par M. v. Ardenne, W. Fehr, Hanns Gunther, Paul Hatschek, Paul Jaray, E. Nesper, Th. Schultes, W. Steindorff, R. Thun, Rolf Wigand, H. Wigge. Traduit de l’allemand par R. Springer. Impr. nouvelle, Orléans; Dunod, Paris 1939
- Optik für Praktiker. Halle 1941, 2. Aufl. 1948 Neubearb. von Hugo John Ivan Gramatzki
- Electron-optics. Translated by Arthur Palme. Boston 1944, 2. Aufl. Boston 1948